# Diastyloides pacifica
Diastyloides pacifica is een zeekommasoort uit de familie van de Diastylidae. De wetenschappelijke naam van de soort is voor het eerst geldig gepubliceerd in 2005 door Gerken.